# 青山郵便局
青山郵便局（あおやまゆうびんきょく）は、三重県伊賀市阿保にある郵便局。民営化前の分類では集配特定郵便局であった。

## 概要
住所：〒518-0299三重県伊賀市阿保1299

## 沿革
- 1874年（明治7年）5月1日 - 阿保郵便取扱所として開設。
- 1875年（明治8年）1月1日 - 阿保郵便局となる。
- 1956年（昭和31年）3月1日 - 青山郵便局に改称。
- 1991年（平成3年）4月22日 - 種生郵便局[1]から集配業務を移管。
- 2007年（平成19年）3月5日 - ゆうゆう窓口（郵便時間外窓口）を廃止し、配達センター局に移行。
- 2007年（平成19年）10月1日 - 民営化に伴い、併設された郵便事業名張支店青山集配センターに一部業務を移管。
- 2012年（平成24年）10月1日 - 日本郵便株式会社発足に伴い、郵便事業名張支店青山集配センターを青山郵便局に統合。

## 取扱内容
- 郵便、印紙、ゆうパック、内容証明
- 貯金、為替、振替、振込、国債、国際送金
- 生命保険、バイク自賠責保険、がん保険
- ゆうちょ銀行ATM
- 伊賀市内の一部地域（「518-02xx」旧青山町全域）の集配業務

## 風景印
- 図柄は重要文化財・大村神社宝殿、国定公園・青山高原にハイカー。局名表示は「三重　青山」
- 使用開始日は1975年（昭和50年）10月1日。

## 周辺
- 青山町駅
- 伊賀市役所青山支所
- 青山北部公園
- 初瀬街道
- 初瀬街道交流の館 たわらや
- 高橋楽器
- 木津川

## アクセス
- 近鉄大阪線青山町駅から徒歩約6分
- 駐車場あり（8台）